# Kristián Kryštof Clam-Gallas
Kristián Kryštof hrabě z Clam-Gallasu (3. září 1771 Praha – 21. srpna 1838 Planá) byl český šlechtic. Byl nejvyšším maršálkem Českého království a předsedou Společnosti vlasteneckých přátel umění.

## Zájem o hudbu a umění
Narodil se v Praze jako nejstarší syn Kristiána Filipa z Clam-Gallasu a jeho manželky Marie Karolíny Josefy, rozené Šporkové.
Po smrti svého otce se stal dědicem rodového majetku a podobně jako otec i on podporoval rozvoj hudby a výtvarného umění a sám také maloval. Udržoval například pravidelný orchestr a zval významné hudebníky té doby, jako byl například Ludwig van Beethoven. Ten pro manželku Kristiána Kryštofa (v té době ještě snoubenku), hraběnku Josefinu Karolínu z Clary-Aldringenu, která byla vynikající zpěvačkou, klavíristkou, hráčkou na mandolínu a byla také jednou z jeho lásek, tajně složil i dvě skladby pro cembalo a mandolínu a árii Ach krvelačný křivopřísežníku. Zřejmě se k ní však nikdy nedostala.
S manželkou pořádal též koncerty i divadelní představení, a to jak v Praze, kde zdědil rodový palác v dnešní Husově ulici, tak také v Liberci či Frýdlantě.
Kristián Kryštof byl k lidem laskavý a na svých panstvích podporoval rozvoj školství a vzdělání. Umožnil také několika nadaným synům svých poddaných vystudovat. Mezi ně patřili např. čeští malíři Josef Führich a Josef Quaisser.
Hrabě Kristián Kryštof z Clam-Gallasu zemřel v Plané u Tachova, smuteční průvod se konal v Praze a následně byl pohřben v rodinné hrobce v Hejnicích.

## Stavební činnost

### Lázně Libverda
Kristián Kryštof se přičinil o rozvoj lázní v Libverdě. Byly postaveny nové lázeňské pavilony a objeveny i nové léčivé prameny.

### Obříství
Započal také s rozšiřováním zámku v Obříství, který byl do té doby pouze jednokřídlý. Ovšem již v roce 1817 prodal v té době ještě rozestavený objekt císařskému generálovi baronu Františku Arnoštu Kollerovi. Ten byl mimo jiné znám tím, že byl členem eskorty, která doprovázela Napoleona do vyhnanství na ostrov Elba.

### Usedlost Klamovka
Na Klamovce v Košířích (dnes součást Prahy 5) si po roce 1787 nechal postavit pozdně barokní zámeček. Jeho sochařská výzdoba, jejímž námětem byly mytologické postavy, měla pocházet z dílny Matyáše Brauna. Kolem zámku byla navíc vybudována šlechtická zahrada, která byla později přeměněna na anglický park.
V parku zámečku navíc nechal kolem roku 1790 postavit Chrámek noci a poznání zvaný též „nebíčko” (to kvůli zaskleným otvorům v jeho kopuli, které budí dojem hvězdné oblohy) a též malý novogotický altán postavený v roce 1820.
Původní zámeček ovšem – pravděpodobně v 19. století – zmizel.

## Rodina
Rodiči Kristiána Kryštofa byli Kristián Filip z Clam-Gallasu a Marie Karolína Josefa Šporková.
S manželkou Josefínou Karolínou z Clary-Aldringenu (někdy zvanou Josefa), která pocházela z Teplic, měl pět dětí.
- 1. Karolína (18. 12. 1798 Praha – 20. 2. 1863 tamtéž), manž. 1818 Jan Václav z Nostic-Rokytnice (25. 1. 1791 Praha – 21. 10. 1852 Horky nad Jizerou)[10]
- 2. Kristýna (18. 5. 1801 Praha – 18. 3. 1886 Vídeň), manž. 1825 František de Paula Gundakar II., kníže z Colloreda-Mannsfeldu (18. 11. 1802 Vídeň – 28. 5. 1852 Opočno)[11][12]
- 3. Vilém (26. 6. 1802 – 8. 8. 1822),[13] svobodný a bezdětný
- 4. Eduard (14. 3. 1805 Praha – 17. 3. 1891 Vídeň), c. k. generál jezdectva, zemský velitel v Čechách, dědičný člen rakouské Panské sněmovny, po smrti svého otce dědic rodového majetku, [4][5] manž. 1850 Klotylda z Ditrichštejna (26. 6. 1828 Praha – 31. 10. 1899 Pohled)[14][15]
- 5. Adelheid (14. 3. 1805 Praha – 7. 2. 1836 tamtéž), manž. 1823 Antonín Bedřich II. Mitrovský (16. 4. 1801 Vídeň – 19. 8. 1865 Kunštát)[16][17]